# Rheum rhaponticum
Rheum rhaponticum, trajnica iz porodice dvornikovki, jedina je vrsta u rodu rabarbara koja je pronađena samo u Europi. Stanište joj je danas ograničeno samo na planinu Rila na jugozapaddu Bugarske, ali je uvezenai i u neke druge države, među kojima i Hrvatska.
Naraste do 1.2 m. visine.
- R. rhaponticum
- R. rhaponticum, plod

## Sinonimi
- Rhabarbarum rhaponticum (L.) Moench
- Rheum rotundatum Stokes